# Мартін Ганссон
Мартін Ганссон (швед. Martin Hansson; нар. 6 квітня 1971 року) — шведський футбольний арбітр. За професією — пожежник, захоплюється полюванням і рибальством. Володіє англійською, німецькою та шведським мовами.